# Perizoma uniformata
Perizoma uniformata är en fjärilsart som beskrevs av Mentzer 1974. Perizoma uniformata ingår i släktet Perizoma och familjen mätare. Inga underarter finns listade i Catalogue of Life.